# Crepidomanes intermedium
Crepidomanes intermedium är en hinnbräkenväxtart som först beskrevs av V. d. Bosch, och fick sitt nu gällande namn av Ebihara och K. Iwats. Crepidomanes intermedium ingår i släktet Crepidomanes och familjen Hymenophyllaceae. Inga underarter finns listade.